# Heilig Hartbeeld (Reusel)
Het Heilig Hartbeeld is een standbeeld in de Nederlandse plaats Reusel in de provincie Noord-Brabant. Het staat bij de Onze Lieve Vrouwe Tenhemelopnemingkerk.

## Achtergrond
Ter gelegenheid van het 40-jarig priesterfeest van de deken van Reusel, pastoor C.P.Verstappen, werd door de parochianen dit Heilig Hartbeeld als cadeau aan de pastoor aangeboden. Het beeld werd op 20 juni 1926  geplaatst bij de Onze Lieve Vrouwe Tenhemelopnemingkerk aan het Kerkplein. Pastoor Verstappen en pater Gervasius introniseerden het H.Hartbeeld in bijzijn van de burgemeester van Reusel. Het beeld is een ontwerp van de Franse beeldhouwer Jules Déchin.
Tijdens een herinrichting van het Kerkplein werd het standbeeld verplaatst naar de andere kant van de kerk aan de Kerkstraat.

## Beschrijving
Het beeld bestaat uit een staande Christusfiguur, gekleed in gedrapeerd gewaad. Hij houdt zijn beide armen uitnodigend gespreid en toont in zijn handen de stigmata. Op zijn borst is, half verscholen achter zijn kleed, het Heilig Hart zichtbaar. Christus staat op een wereldbol, omgeven door wolken, waarop aan de voorzijde in reliëf passiewerktuigen zijn te zien: een kelk omkranst door een doornenkroon.Een bronzen plaquette op de voorzijde van de sokkel vermeldt de tekst: 

"KOMT ALLEN TOT MY DIE BELAST EN BELADEN ZYT EN IK ZAL U VERKWIKKEN"